# Bolidophyceae
Bolidophyceae es un grupo de protistas unicelulares descubierto en 1999. Comprende principalmente al género de algas picoplactónicas Bolidomonas. Genéticamente están estrechamente relacionados con las diatomeas, pero difieren morfológicamente al carecer de la frústula silícea característica de estas. Las células de Bolidomonas tienen dos flagelos, cloroplastos con lamela ceñidora y carecen de mancha ocular. Como pigmentos fotosintéticos presentan clorofilas c1, c2 y c3, fucoxantina, diatoxantina y diadinoxantina.